# David B. Weishampel
David B. Weishampel (ur. 16 listopada 1952) – amerykański paleontolog specjalizujący się w dinozaurach.

## Życiorys
Jego badania koncentrują się głównie na ich klasyfikacji, późnokredowych dinozaurach z terenów współczesnej Europy, budowie szczęk i roślinożerności oraz kladystyce i biologii ewolucyjnej. W roku 1975 uzyskał tytuł Bachelor of Science w The Ohio State University, w 1978 Master of Science w University of Toronto, a w 1981 Doctor of Philosophy w University of Pennsylvania. W 1981 pracował w Rutgers University at Camden, w latach 1981–82 w University of Pennsylvania, 1983–85 w Florida International University, a od 1985 w Johns Hopkins University, gdzie od 1996 pełni funkcję profesora. W 1995 był konsultantem Michaela Crichtona przy tworzeniu powieści Zaginiony świat. Jest autorem licznych publikacji naukowych i książek – obok Petera Dodsona i Halszki Osmólskiej był redaktorem pierwszego i drugiego wydania The Dinosauria. Opisał naukowo kilka taksonów, m.in. dinozaury: Orodromeus (wraz z Jackiem Hornerem), Iguanodon lakotaensis (z Bjorkiem; obecnie Dakotadon lakotaensis) oraz pterozaura Bakonydraco (z Ösi i Jianu).